# Tornei di tennis femminili nel 1969
Prima della nascita del WTA Tour, ossia l'apertura alle tenniste professioniste dei tornei che prima di quell'anno erano riservati alle tenniste dilettanti, tutti gli eventi più importanti erano amatoriali, tra questi c'erano i tornei del Grande Slam: gli Australian Championships, gli Internazionali di Francia, il Torneo di Wimbledon e gli U.S. National Championships.

## Calendario

### Gennaio
| Settimana  | Torneo                                                                                                 | Vincitore                                                           | FINalista                                    | Semifinalisti | Eliminati ai quarti |
| ---------- | --- | ------------------------------------------------------------------- | -------------------------------------------- | ------------- | ------------------- |
| 1º gennaio | Border Championships 1969 East London, Sudafrica Cemento Singolare - Doppio                            | Virginia Wade 6-1 3-6 6-1                                           | Winnie Shaw                                  |               |                     |
| 1º gennaio | Border Championships 1969 East London, Sudafrica Cemento Singolare - Doppio                            | Virginia Wade Patricia Walkden-Pretorius 8-6 6-4                    | Sandra Reynolds-Price Winnie Shaw            |               |                     |
| 1º gennaio | Indian Hard Court Visakhapatnam Championships 1969 Visakhapatnam, India Terra rossa Singolare - Doppio | Alice Luthy-Tym 6-0 6-1                                             | Karin Peshwaria                              |               |                     |
| 1º gennaio | Indian Hard Court Visakhapatnam Championships 1969 Visakhapatnam, India Terra rossa Singolare - Doppio |                                                                     |                                              |               |                     |
| 1º gennaio | Royal South Yarra Tournament 1969 Melbourne, Australia Erba Singolare - Doppio                         | Val Bermingham 3-6 6-1 6-4                                          | K. Wilkinson                                 |               |                     |
| 1º gennaio | Royal South Yarra Tournament 1969 Melbourne, Australia Erba Singolare - Doppio                         |                                                                     |                                              |               |                     |
| 5 gennaio  | Eastern Province Championships 1969 Port Elizabeth, Sudafrica Cemento Singolare - Doppio               | Patricia Walkden-Pretorius 6-4 6-3                                  | Virginia Wade                                |               |                     |
| 5 gennaio  | Eastern Province Championships 1969 Port Elizabeth, Sudafrica Cemento Singolare - Doppio               | Virginia Wade Winnie Shaw 7-5 6-4                                   | Carol Sherriff Patricia Walkden-Pretorius    |               |                     |
| 5 gennaio  | Indian Hard Court Madras Championships 1969 Madras, India Terra rossa Singolare - Doppio               | Alice Luthy-Tym 4-6 6-1 6-3                                         | Judith Dibar-Gohn                            |               |                     |
| 5 gennaio  | Indian Hard Court Madras Championships 1969 Madras, India Terra rossa Singolare - Doppio               | Alice Luthy-Tym Judith Dibar-Gohn 7-5 1-2 (cancellata per oscurità) | Karin Peshwaria Nirupama Vasant              |               |                     |
| 5 gennaio  | Sydney Manly Seaside Championships 1969 Sydney, Australia Singolare - Doppio                           | Gail Sherriff Chanfreau Lovera 6-0 6-0                              | Lany Kaligis                                 |               |                     |
| 5 gennaio  | Sydney Manly Seaside Championships 1969 Sydney, Australia Singolare - Doppio                           | Mary Bevis Hawton Norma Marsh 7-5 8-5                               | Helen Kayser Margaret Starr                  |               |                     |
| 5 gennaio  | Tasmanian Open 1969 Hobart, Australia Erba Singolare - Doppio                                          | Kerry Melville Reid 6-3 6-3                                         | Rosie Casals                                 |               |                     |
| 5 gennaio  | Tasmanian Open 1969 Hobart, Australia Erba Singolare - Doppio                                          | Rosie Casals Billie Jean King 2-6 6-2 6-3                           | Karen Krantzcke Kerry Melville Reid          |               |                     |
| 5 gennaio  | Western Australian Open 1969 Perth, Australia Erba Singolare - Doppio                                  | Margaret Smith-Court 7-5 6-1                                        | Lesley Hunt                                  |               |                     |
| 5 gennaio  | Western Australian Open 1969 Perth, Australia Erba Singolare - Doppio                                  | Margaret Smith-Court Judy Tegart-Dalton 6-4 6-4                     | Françoise Dürr Ann Haydon Jones              |               |                     |
| 10 gennaio | Orange Free State Championships 1969 Bloemfontein, Sudafrica Singolare - Doppio                        | Patricia Walkden-Pretorius 6-4 10-8                                 | Virginia Wade                                |               |                     |
| 10 gennaio | Orange Free State Championships 1969 Bloemfontein, Sudafrica Singolare - Doppio                        | Virginia Wade Winnie Shaw 6-2 6-2                                   | Carol Sherriff Patricia Walkden-Pretorius    |               |                     |
| 11 gennaio | Torneo di Palma de Majorca 1969 Majorca, Spagna Terra rossa Singolare - Doppio                         | Ana-Maria Estalella 6-3 6-3                                         | Ingrid Loeys                                 |               |                     |
| 11 gennaio | Torneo di Palma de Majorca 1969 Majorca, Spagna Terra rossa Singolare - Doppio                         |                                                                     |                                              |               |                     |
| 12 gennaio | Indian National Championships 1969 New Delhi, India Singolare - Doppio                                 | Judith Dibar-Gohn 6-2 6-1                                           | Alice Luthy-Tym                              |               |                     |
| 12 gennaio | Indian National Championships 1969 New Delhi, India Singolare - Doppio                                 |                                                                     |                                              |               |                     |
| 12 gennaio | New Zealand Championships 1969 Auckland, Nuova Zelanda Singolare - Doppio                              | Beverley Vercoe 6-2 6-3                                             | Shirley Collins                              |               |                     |
| 12 gennaio | New Zealand Championships 1969 Auckland, Nuova Zelanda Singolare - Doppio                              | Rogan Beverley Vercoe                                               | J. Bloxham Pryde                             |               |                     |
| 12 gennaio | South Florida Championships 1969 West Palm Beach, USA Terra rossa Singolare - Doppio                   | Stephanie De Fina 6-1 6-2                                           | Anna-Maria Cavadini                          |               |                     |
| 12 gennaio | South Florida Championships 1969 West Palm Beach, USA Terra rossa Singolare - Doppio                   |                                                                     |                                              |               |                     |
| 12 gennaio | Victorian Open 1969 Melbourne, Australia Erba Singolare - Doppio                                       | Margaret Smith-Court 6-1 6-4                                        | Kerry Harris                                 |               |                     |
| 12 gennaio | Victorian Open 1969 Melbourne, Australia Erba Singolare - Doppio                                       | Margaret Smith-Court Judy Tegart-Dalton 3-6 6-3 6-2                 | Karen Krantzcke Kerry Melville Reid          |               |                     |
| 18 gennaio | Western Province Championships 1969 Città del Capo, Sudafrica Cemento Singolare - Doppio               | Virginia Wade 6-4 6-1                                               | Patricia Walkden-Pretorius                   |               |                     |
| 18 gennaio | Western Province Championships 1969 Città del Capo, Sudafrica Cemento Singolare - Doppio               | Virginia Wade                                                       |                                              |               |                     |
| 19 gennaio | Florida State Championhips 1969 Orlando, USA Terra rossa Singolare - Doppio                            | Stephanie De Fina 6-3 6-3                                           | Wendy Overton                                |               |                     |
| 19 gennaio | Florida State Championhips 1969 Orlando, USA Terra rossa Singolare - Doppio                            | Stephanie De Fina Kathy Thornbrough                                 | Wendy Overton Betty Pratt                    |               |                     |
| 19 gennaio | Northern India and Punjab State Championhips 1969 Punjab, India Singolare - Doppio                     | Judith Dibar-Gohn 6-1 5-7 7-5                                       | Alice Luthy-Tym                              |               |                     |
| 19 gennaio | Northern India and Punjab State Championhips 1969 Punjab, India Singolare - Doppio                     |                                                                     |                                              |               |                     |
| 19 gennaio | New South Wales Open 1969 Sydney, Australia Erba Singolare - Doppio                                    | Margaret Smith-Court 6-1 6-2                                        | Rosie Casals                                 |               |                     |
| 19 gennaio | New South Wales Open 1969 Sydney, Australia Erba Singolare - Doppio                                    | Margaret Smith-Court Judy Tegart-Dalton 15-13 4-6 6-3               | Rosie Casals Billie Jean King                |               |                     |
| 19 gennaio | San Diego March of Dimes Tournament 1969 San Diego, USA Singolare - Doppio                             | Janet Newberry 6-2 6-1                                              | Mary Struthers                               |               |                     |
| 19 gennaio | San Diego March of Dimes Tournament 1969 San Diego, USA Singolare - Doppio                             |                                                                     |                                              |               |                     |
| 26 gennaio | Austin Smith Championships 1969 Fort Lauderdale, USA Terra rossa Singolare - Doppio                    | Stephanie De Fina 6-3 7-5                                           | Mary-Ann Eisel Curtis                        |               |                     |
| 26 gennaio | Austin Smith Championships 1969 Fort Lauderdale, USA Terra rossa Singolare - Doppio                    | Stephanie De Fina Mary-Ann Eisel Curtis 6-1 6-3                     | Lynne Epstein Chris Evert                    |               |                     |
| 26 gennaio | German Covered Court Championships 1969 Colonia, Germania Campo indoor Singolare - Doppio              | Christina Sandberg 6-3 2-6 8-6                                      | Christine Truman                             |               |                     |
| 26 gennaio | German Covered Court Championships 1969 Colonia, Germania Campo indoor Singolare - Doppio              | Helga Niessen Masthoff Heide Schildeknecht-Orth 6-4 6-4             | Christine Truman Joyce Barclay-Williams-Hume |               |                     |
| 27 gennaio | Australian Open 1969 Brisbane, Australia Erba Singolare - Doppio                                       | Margaret Smith-Court 6-4 6-1                                        | Billie Jean King                             |               |                     |
| 27 gennaio | Australian Open 1969 Brisbane, Australia Erba Singolare - Doppio                                       | Margaret Smith-Court Judy Tegart-Dalton 6-4 6-4                     | Billie Jean King Rosie Casals                |               |                     |
| 28 gennaio | Central India Championships 1969 Allahabad, India Singolare - Doppio                                   | Alice Luthy-Tym 6-4 6-3                                             | Judith Dibar-Gohn                            |               |                     |
| 28 gennaio | Central India Championships 1969 Allahabad, India Singolare - Doppio                                   |                                                                     |                                              |               |                     |

### Febbraio
| Settimana   | Torneo                                                                                            | Vincitore                                        | FINalista                            | Semifinalisti | Eliminati ai quarti |
| ----------- | ------------------------------------------------------------------------------------------------- | ------------------------------------------------ | ------------------------------------ | ------------- | ------------------- |
| febbraio    | North Shores Championships 1969 Forrest Hills, Nuova Zelanda Erba Singolare - Doppio              | Kimiyo Hatanaka 5-7 6-0 7-5                      | Seirei Cho                           |               |                     |
| febbraio    | North Shores Championships 1969 Forrest Hills, Nuova Zelanda Erba Singolare - Doppio              | Shelley Monds Stephan 7-5 6-0                    | McKillilop Singer                    |               |                     |
| 2 febbraio  | City of Miami Championships 1969 Miami, USA Terra rossa Singolare - Doppio                        | Stephanie De Fina 6-1 6-2                        | Suzana Petersen                      |               |                     |
| 2 febbraio  | City of Miami Championships 1969 Miami, USA Terra rossa Singolare - Doppio                        |                                                  |                                      |               |                     |
| 2 febbraio  | Rajastan State Championships 1969 Jaipur, India Singolare - Doppio                                | Alice Luthy-Tym 3-6 6-3 7-7 (non terminato)      | Eva Lundquist                        |               |                     |
| 2 febbraio  | Rajastan State Championships 1969 Jaipur, India Singolare - Doppio                                |                                                  |                                      |               |                     |
| 2 febbraio  | Scandanavian Covered Court Championships 1969 Helsinki, Finlandia Campo indoor Singolare - Doppio | Christina Sandberg 8-6 3-6 6-4                   | Christine Truman                     |               |                     |
| 2 febbraio  | Scandanavian Covered Court Championships 1969 Helsinki, Finlandia Campo indoor Singolare - Doppio |                                                  |                                      |               |                     |
| 3 febbraio  | Benson & Hedges Open 1969 Auckland, Nuova Zelanda Erba Singolare - Doppio                         | Ann Haydon Jones 6-1 6-1                         | Karen Krantzcke                      |               |                     |
| 3 febbraio  | Benson & Hedges Open 1969 Auckland, Nuova Zelanda Erba Singolare - Doppio                         | Ann Haydon Jones Billie Jean King 6-2 10-8       | Helen Gourlay-Cawley Karen Krantzcke |               |                     |
| 16 febbraio | New England Indoors 1969 Agawam, USA Campo indoor Singolare - Doppio                              | Mary-Ann Eisel Curtis 7-5 6-2                    | Esme Emanuel                         |               |                     |
| 16 febbraio | New England Indoors 1969 Agawam, USA Campo indoor Singolare - Doppio                              | Valerie Ziegenfuss Stephanie De Fina 6-2 6-2     | Kristy Pigeon Mary-Ann Eisel Curtis  |               |                     |
| 16 febbraio | New South Wales Hard Court Championships 1969 Conra, Australia Terra rossa Singolare - Doppio     | Evonne Goolagong Cawley 6-4 6-2                  | Wendy Gilchrist-Paish                |               |                     |
| 16 febbraio | New South Wales Hard Court Championships 1969 Conra, Australia Terra rossa Singolare - Doppio     |                                                  |                                      |               |                     |
| 16 febbraio | US Indoors 1969 Winchester, USA Campo indoor Singolare - Doppio                                   | Mary-Ann Eisel Curtis 6-3 4-6 6-2                | Stephanie De Fina                    |               |                     |
| 16 febbraio | US Indoors 1969 Winchester, USA Campo indoor Singolare - Doppio                                   | Mary-Ann Eisel Curtis Valerie Ziegenfuss 6-1 6-3 | Patti Hogan Peggy Michel             |               |                     |
| 19 febbraio | French Covered Court Championships 1969 Parigi, Francia Campo indoor Singolare - Doppio           | Betty Stöve 6-3 6-2                              | Jeanine Lieffrig                     |               |                     |
| 19 febbraio | French Covered Court Championships 1969 Parigi, Francia Campo indoor Singolare - Doppio           | Rosa Maria Reyes Darmon Jeanine Lieffrig         | Anne-Marie Rouchon Nicole Cazaux     |               |                     |
| 23 febbraio | Moscow International Indoor Open 1969 Mosca, URSS Campo indoor Singolare - Doppio                 | Ol'ga Morozova 6-2 6-2                           | Betty Stöve                          |               |                     |
| 23 febbraio | Moscow International Indoor Open 1969 Mosca, URSS Campo indoor Singolare - Doppio                 | Ol'ga Morozova Zaiga Yansone 6-4 8-6             | Tiiu Kivi Maria Kull                 |               |                     |
| 25 febbraio | Eastern Transvaal Championships 1969 Benoni, Sudafrica Singolare - Doppio                         | Brenda Kirk 6-3 4-6 7-5                          | Caroline Yates-Bell                  |               |                     |
| 25 febbraio | Eastern Transvaal Championships 1969 Benoni, Sudafrica Singolare - Doppio                         |                                                  |                                      |               |                     |
| 26 febbraio | Oakland Professional Tournament 1969 Oakland, USA Campo indoor Singolare                          | Billie Jean King 6-3 6-2                         | Ann Haydon Jones                     |               |                     |
| 28 febbraio | Portland Pro Championships 1969 Portland, USA Campo indoor Singolare                              | Billie Jean King 6-3 6-3                         | Ann Haydon Jones                     |               |                     |

### Marzo
| Settimana | Torneo | Vincitore                                           | FINalista                                | Semifinalisti | Eliminati ai quarti |
| --------- | --- | --------------------------------------------------- | ---------------------------------------- | ------------- | ------------------- |
| 1º marzo  | Kingston International 1969 Kingston, Giamaica Singolare - Doppio                                                | Lesley Turner Bowrey 4-6 6-2 9-7                    | Patti Hogan                              |               |                     |
| 1º marzo  | Kingston International 1969 Kingston, Giamaica Singolare - Doppio                                                | Karen Krantzcke Kerry Melville Reid 16-14 7-5       | Lesley Turner Bowrey Faye Urban          |               |                     |
| 2 marzo   | Curacao International 1969 Curaçao, Paesi Bassi Cemento Singolare - Doppio                                       | Julie Heldman 5-7 6-1 10-8                          | Nancy Richey                             |               |                     |
| 2 marzo   | Curacao International 1969 Curaçao, Paesi Bassi Cemento Singolare - Doppio                                       | Margaret Smith-Court Judy Tegart-Dalton 6-4 6-2     | Julie Heldman Nancy Richey               |               |                     |
| 3 marzo   | Bavarian Indoors 1969 Monaco di Baviera, Germania Campo indoor Singolare - Doppio                                | Betty Stöve 6-4 6-4                                 | Katja Burgemeister Ebbinghaus            |               |                     |
| 3 marzo   | Bavarian Indoors 1969 Monaco di Baviera, Germania Campo indoor Singolare - Doppio                                |                                                     |                                          |               |                     |
| 3 marzo   | Cozon Cup Indoor Championships 1969 Lione, Francia Singolare - Doppio                                            | Ingrid Loeys 6-10 7-5 5-2 ritiro                    | Sarazin                                  |               |                     |
| 3 marzo   | Cozon Cup Indoor Championships 1969 Lione, Francia Singolare - Doppio                                            |                                                     |                                          |               |                     |
| 8 marzo   | Los Angeles Pro Championships 1969 Los Angeles, USA Singolare - Doppio                                           | Billie Jean King 17-15 6-3                          | Ann Haydon Jones                         |               |                     |
| 8 marzo   | Los Angeles Pro Championships 1969 Los Angeles, USA Singolare - Doppio                                           |                                                     |                                          |               |                     |
| 8 marzo   | Riviera Championships 1969 Mentone, Francia Terra rossa Singolare - Doppio                                       | Johanne Venturino 3-6 6-2 6-4                       | Anna-Maria Cavadini                      |               |                     |
| 8 marzo   | Riviera Championships 1969 Mentone, Francia Terra rossa Singolare - Doppio                                       | Raquel Giscafré Mabel Vrancovich 9-7 6-2            | Judy Congdon Sally Holdsworth            |               |                     |
| 8 marzo   | San Francisco Golden Gate Tournament 1969 San Francisco, USA Singolare - Doppio                                  | Marcie Louie 6-4 6-3                                | Eliza Pande                              |               |                     |
| 8 marzo   | San Francisco Golden Gate Tournament 1969 San Francisco, USA Singolare - Doppio                                  |                                                     |                                          |               |                     |
| 9 marzo   | All Japan Indoor Championships 1969 Tokyo, Giappone Campo indoor Singolare - Doppio                              | Kazuko Sawamatsu 6-2 7-5                            | Kimiyo Hatanaka                          |               |                     |
| 9 marzo   | All Japan Indoor Championships 1969 Tokyo, Giappone Campo indoor Singolare - Doppio                              | Junko Sawamatsu Kazuko Sawamatsu 6-4 6-2            | Iida Kimiyo Hatanaka                     |               |                     |
| 9 marzo   | Altamira International 1969 Caracas, Venezuela Cemento Singolare - Doppio                                        | Margaret Smith-Court walkover                       | Maria Esther Bueno                       |               |                     |
| 9 marzo   | Altamira International 1969 Caracas, Venezuela Cemento Singolare - Doppio                                        | Margaret Smith-Court Judy Tegart-Dalton 7-5 8-6     | Karen Krantzcke Kerry Melville Reid      |               |                     |
| 16 marzo  | Torneo di Beaulieu 1969 Beaulieu-sur-Mer, Francia Terra rossa Singolare - Doppio                                 | Ingrid Loeys 6-2 6-0                                | Marijke Jansen-Schaar                    |               |                     |
| 16 marzo  | Torneo di Beaulieu 1969 Beaulieu-sur-Mer, Francia Terra rossa Singolare - Doppio                                 |                                                     |                                          |               |                     |
| 16 marzo  | Egyptian International Cairo Championships 1969 Il Cairo, Egitto Terra rossa Singolare - Doppio                  | Lea Pericoli 6-1 6-2                                | Ol'ga Morozova                           |               |                     |
| 16 marzo  | Egyptian International Cairo Championships 1969 Il Cairo, Egitto Terra rossa Singolare - Doppio                  |                                                     |                                          |               |                     |
| 16 marzo  | Colombia International 1969 Barranquilla, Colombia Terra rossa Singolare - Doppio                                | Julie Heldman 5-7 6-2 6-3                           | Jane Peaches Bartkowicz                  |               |                     |
| 16 marzo  | Colombia International 1969 Barranquilla, Colombia Terra rossa Singolare - Doppio                                | Margaret Smith-Court Judy Tegart-Dalton 6-2 6-4     | Karen Krantzcke Kerry Melville Reid      |               |                     |
| 22 marzo  | Fort Lauderdale WLOD 1969 Fort Lauderdale, USA Terra rossa Singolare - Doppio                                    | Julie Heldman 6-1 6-4                               | Virginia Wade                            |               |                     |
| 22 marzo  | Fort Lauderdale WLOD 1969 Fort Lauderdale, USA Terra rossa Singolare - Doppio                                    | Margaret Smith-Court Judy Tegart-Dalton 6-3 3-6 6-3 | Karen Krantzcke Virginia Wade            |               |                     |
| 23 marzo  | Egyptian International Alexandria Championships 1969 Alessandria d'Egitto, Egitto Terra rossa Singolare - Doppio | Nell Truman 6-3 2-6 6-3                             | Ol'ga Morozova                           |               |                     |
| 23 marzo  | Egyptian International Alexandria Championships 1969 Alessandria d'Egitto, Egitto Terra rossa Singolare - Doppio |                                                     |                                          |               |                     |
| 23 marzo  | Thunderbird Classic 1969 Phoenix, USA Cemento Singolare - Doppio                                                 | Nancy Richey 6-2 6-0                                | Patti Hogan                              |               |                     |
| 23 marzo  | Thunderbird Classic 1969 Phoenix, USA Cemento Singolare - Doppio                                                 | Patti Hogan Peggy Michel 3-6 6-3 6-1                | Esme Emanuel Cecilia Martinez            |               |                     |
| 23 marzo  | Masters Invitational 1969 Saint Petersburg, USA Terra rossa Singolare - Doppio                                   | Kerry Melville Reid 6-4 6-3                         | Lesley Turner Bowrey                     |               |                     |
| 23 marzo  | Masters Invitational 1969 Saint Petersburg, USA Terra rossa Singolare - Doppio                                   | Kerry Melville Reid Lesley Turner Bowrey 6-4 7-5    | Mary-Ann Eisel Curtis Valerie Ziegenfuss |               |                     |
| 30 marzo  | Nice Lawn Tennis Club Championships 1969 Nizza, Francia Terra rossa Singolare - Doppio                           | Jane Peaches Bartkowicz 6-3 6-4                     | Gail Sherriff Chanfreau Lovera           |               |                     |
| 30 marzo  | Nice Lawn Tennis Club Championships 1969 Nizza, Francia Terra rossa Singolare - Doppio                           | Gail Sherriff Chanfreau Lovera Betty Stöve 7-5 6-4  | Robin Blakelock-Lloyd Winnie Shaw        |               |                     |
| 30 marzo  | Parioli Tennis Tournament 1969 Roma, Italia Terra rossa Singolare - Doppio                                       | Maria Eugenia Guzman 2-6 6-3 6-3                    | Mabel Vrancovich                         |               |                     |
| 30 marzo  | Parioli Tennis Tournament 1969 Roma, Italia Terra rossa Singolare - Doppio                                       | Mabel Vrancovich Roberta Beltrame 6-2 8-6           | Paola Monami Graziella Perna             |               |                     |

### Aprile
| Settimana  | Torneo                                                                                                 | Vincitore                                       | Finalista                                     | Semifinalisti | Eliminati ai quarti |
| ---------- | --- | ----------------------------------------------- | --------------------------------------------- | ------------- | ------------------- |
| 5 aprile   | Torneo di Reggio di Calabria 1969 Reggio Calabria, Italia Terra rossa Singolare - Doppio               | Marie Neumannova Pinterova 6-2 8-10 6-4         | Anna-Maria Nasuelli                           |               |                     |
| 5 aprile   | Torneo di Reggio di Calabria 1969 Reggio Calabria, Italia Terra rossa Singolare - Doppio               |                                                 |                                               |               |                     |
| 6 aprile   | San Luis Potosí Open 1969 San Luis Potosí, Messico Terra rossa Singolare - Doppio                      | Elena Subirats 6-3 5-7 6-2                      | Lourdes Gongorga                              |               |                     |
| 6 aprile   | San Luis Potosí Open 1969 San Luis Potosí, Messico Terra rossa Singolare - Doppio                      | Montano Elena Subirats 6-2 6-3                  | Balbiers Lourdes Gongorga                     |               |                     |
| 7 aprile   | Caribe Hilton International Championships 1969 San Juan, Porto Rico Cemento Singolare - Doppio         | Margaret Smith-Court 6-4 7-5                    | Julie Heldman                                 |               |                     |
| 7 aprile   | Caribe Hilton International Championships 1969 San Juan, Porto Rico Cemento Singolare - Doppio         | Karen Krantzcke Kerry Melville Reid 7-5 7-5     | Mary-Ann Eisel Curtis Valerie Ziegenfuss      |               |                     |
| 8 aprile   | North of England Hard Court Championships 1969 Southport, Gran Bretagna Terra rossa Singolare - Doppio | Shirley Bloomer-Brasher 6-1 3-6 6-0             | Sue Townsend-Wainwright                       |               |                     |
| 8 aprile   | North of England Hard Court Championships 1969 Southport, Gran Bretagna Terra rossa Singolare - Doppio |                                                 |                                               |               |                     |
| 9 aprile   | Israel Spring Championships 1969 Tel Aviv, Israele Singolare - Doppio                                  | Alice Luthy-Tym 6-4 6-1                         | Tova Epstein                                  |               |                     |
| 9 aprile   | Israel Spring Championships 1969 Tel Aviv, Israele Singolare - Doppio                                  |                                                 |                                               |               |                     |
| 13 aprile  | Catania Open 1969 Catania, Italia Terra rossa Singolare - Doppio                                       | Anna-Maria Nasuelli 6-1 6-2                     | Maria Eugenia Guzman                          |               |                     |
| 13 aprile  | Catania Open 1969 Catania, Italia Terra rossa Singolare - Doppio                                       |                                                 |                                               |               |                     |
| 13 aprile  | Charlotte Invitation 1969 Charlotte, USA Terra rossa Singolare - Doppio                                | Margaret Smith-Court 6-1 6-1                    | Judy Tegart-Dalton                            |               |                     |
| 13 aprile  | Charlotte Invitation 1969 Charlotte, USA Terra rossa Singolare - Doppio                                | Margaret Smith-Court Judy Tegart-Dalton 6-4 6-2 | Lesley Turner Bowrey Mary-Ann Eisel Curtis    |               |                     |
| 13 aprile  | Mexican Open 1969 Città del Messico, Messico Terra rossa Singolare - Doppio                            | Valerie Ziegenfuss 1-6 7-5 6-2                  | Lourdes Gongorga                              |               |                     |
| 13 aprile  | Mexican Open 1969 Città del Messico, Messico Terra rossa Singolare - Doppio                            | Balbiers Lourdes Gongorga 8-6 7-9 6-3           | Montano Elena Subirats                        |               |                     |
| 13 aprile  | Nice Mediterranean Championships 1969 Nizza, Francia Terra rossa Singolare - Doppio                    | Robin Blakelock-Lloyd 6-1 6-3                   | Eva Lundquist                                 |               |                     |
| 13 aprile  | Nice Mediterranean Championships 1969 Nizza, Francia Terra rossa Singolare - Doppio                    |                                                 |                                               |               |                     |
| 14 aprile  | South African Open 1969 Johannesburg, Sudafrica Cemento Singolare - Doppio                             | Billie Jean King 6-3 6-4                        | Nancy Richey                                  |               |                     |
| 14 aprile  | South African Open 1969 Johannesburg, Sudafrica Cemento Singolare - Doppio                             | Françoise Dürr Ann Haydon Jones 6-2 3-6 6-4     | Nancy Richey Virginia Wade                    |               |                     |
| 20 aprile  | Monte Carlo Open 1969 Monte Carlo, Monte Carlo Terra rossa Singolare - Doppio                          | Ann Haydon Jones 6-1 6-3                        | Virginia Wade                                 |               |                     |
| 20 aprile  | Monte Carlo Open 1969 Monte Carlo, Monte Carlo Terra rossa Singolare - Doppio                          | Ann Haydon Jones Virginia Wade 1-6 6-4 6-3      | Gail Sherriff Chanfreau Lovera Françoise Dürr |               |                     |
| 20 aprile  | Natal Open 1969 Durban, Sudafrica Cemento Singolare - Doppio                                           | Billie Jean King 6-4 6-1                        | Annette Van Zyl                               |               |                     |
| 20 aprile  | Natal Open 1969 Durban, Sudafrica Cemento Singolare - Doppio                                           | Billie Jean King Rosie Casals 6-3 1-6 6-2       | Annette Van Zyl Patricia Walkden-Pretorius    |               |                     |
| 20 aprile  | Campionati Internazionali di Sicilia 1969 Palermo, Italia Terra rossa Singolare - Doppio               | Marie Neumannova Pinterova 2-6 8-6 6-0          | Anna-Maria Nasuelli                           |               |                     |
| 20 aprile  | Campionati Internazionali di Sicilia 1969 Palermo, Italia Terra rossa Singolare - Doppio               |                                                 |                                               |               |                     |
| 20 aprile  | Campionati Internazionali di Sicilia 1969 Palermo, Italia Terra rossa Singolare - Doppio               | Doppio misto: Ulla Sandulf Ion Țiriac 6-2 6-3   | Miroslava Holubová Vladimír Zedník            |               |                     |
| 21 aprile  | River Oaks International Tennis Tournament 1969 Houston, USA Terra rossa Singolare - Doppio            | Margaret Smith-Court 3-6 7-5 6-1                | Judy Tegart-Dalton                            |               |                     |
| 21 aprile  | River Oaks International Tennis Tournament 1969 Houston, USA Terra rossa Singolare - Doppio            | Margaret Smith-Court Judy Tegart-Dalton 6-4 6-3 | Karen Krantzcke Kerry Melville Reid           |               |                     |
| 2-6 aprile | Cumberland Hard Court Championships 1969 Hampstead, Gran Bretagna Singolare - Doppio                   | Joyce Barclay-Williams-Hume 7-5 6-2             | Winnie Shaw                                   |               |                     |
| 2-6 aprile | Cumberland Hard Court Championships 1969 Hampstead, Gran Bretagna Singolare - Doppio                   | Joyce Barclay-Williams-Hume Winnie Shaw 6-1 6-1 | Jill Cooper Corinne Molesworth                |               |                     |
| 27 aprile  | Internazionali d'Italia 1969 Roma, Italia Terra rossa Singolare - Doppio                               | Julie Heldman 7-5 6-4                           | Kerry Melville Reid                           |               |                     |
| 27 aprile  | Internazionali d'Italia 1969 Roma, Italia Terra rossa Singolare - Doppio                               | Françoise Dürr Ann Haydon Jones 6-3 3-6 6-2     | Rosie Casals Billie Jean King                 |               |                     |
| 27 aprile  | Ojai Valley Championships 1969 Ojai, USA Cemento Singolare - Doppio                                    | Betty Ann Grubb-Hansen-Stuart 3-6 6-2 6-3       | Denise Carter-Triolo                          |               |                     |
| 27 aprile  | Ojai Valley Championships 1969 Ojai, USA Cemento Singolare - Doppio                                    | Denise Carter-Triolo Peggy Michel 3-6 6-2 6-0   | Freeman Kristien Shaw-Kemmer                  |               |                     |
| 28 aprile  | Sabadell International 1969 Madrid, Spagna Terra rossa Singolare - Doppio                              | Anna-Maria Cavadini 6-3 ritiro                  | Raquel Giscafré                               |               |                     |
| 28 aprile  | Sabadell International 1969 Madrid, Spagna Terra rossa Singolare - Doppio                              |                                                 |                                               |               |                     |

### Maggio
| Settimana | Torneo                                                                                          | Vincitore                                               | FINalista                                              | Semifinalisti | Eliminati ai quarti |
| --------- | ----------------------------------------------------------------------------------------------- | ------------------------------------------------------- | ------------------------------------------------------ | ------------- | ------------------- |
| maggio    | Torneo di Leverkusen 1969 Leverkusen, Germania Terra rossa Singolare - Doppio                   | Helga Nissen 6-2 7-5                                    | Alena Palmeová                                         |               |                     |
| maggio    | Torneo di Leverkusen 1969 Leverkusen, Germania Terra rossa Singolare - Doppio                   |                                                         |                                                        |               |                     |
| maggio    | River Plate Championships 1969 Buenos Aires, Argentina Singolare - Doppio                       | Beatrix Araujo                                          | Elvira Weisenberger                                    |               |                     |
| maggio    | River Plate Championships 1969 Buenos Aires, Argentina Singolare - Doppio                       |                                                         |                                                        |               |                     |
| 1º maggio | Northern California Championships 1969 San Francisco, USA Singolare - Doppio                    | Marcie Louie 6-2 9-7                                    | Farel Footman                                          |               |                     |
| 1º maggio | Northern California Championships 1969 San Francisco, USA Singolare - Doppio                    |                                                         |                                                        |               |                     |
| 3 maggio  | British Hard Court Championships 1969 Bournemouth, Gran Bretagna Terra rossa Singolare - Doppio | Margaret Smith-Court 5-7 6-4 6-4                        | Winnie Shaw                                            |               |                     |
| 3 maggio  | British Hard Court Championships 1969 Bournemouth, Gran Bretagna Terra rossa Singolare - Doppio |                                                         |                                                        |               |                     |
| 4 maggio  | Atlanta Invitational 1969 Atlanta, USA Terra rossa Singolare - Doppio                           | Nancy Richey 7-5 6-2                                    | Linda Tuero                                            |               |                     |
| 4 maggio  | Atlanta Invitational 1969 Atlanta, USA Terra rossa Singolare - Doppio                           |                                                         |                                                        |               |                     |
| 4 maggio  | California State Championships 1969 Portola Valley, USA Singolare - Doppio                      | Denise Carter-Triolo 6-4 6-3                            | Betty Ann Grubb-Hansen-Stuart                          |               |                     |
| 4 maggio  | California State Championships 1969 Portola Valley, USA Singolare - Doppio                      |                                                         |                                                        |               |                     |
| 4 maggio  | Campionato Partenopeo 1969 Napoli, Italia Terra rossa Singolare - Doppio                        | Gail Sherriff Chanfreau Lovera 6-4 6-2                  | Laura Rossouw                                          |               |                     |
| 4 maggio  | Campionato Partenopeo 1969 Napoli, Italia Terra rossa Singolare - Doppio                        |                                                         |                                                        |               |                     |
| 4 maggio  | Campionato Partenopeo 1969 Napoli, Italia Terra rossa Singolare - Doppio                        | Doppio misto: Helen Gourlay Allan Stone                 | Gail Sherriff Chanfreau Lovera Patricio Rodríguez      |               |                     |
| 4 maggio  | Japan Pro Series Nagoya 1969 Nagoya, Giappone Singolare                                         | Ann Haydon Jones 6-3 6-1                                | Françoise Dürr                                         |               |                     |
| 4 maggio  | Japan Pro Series Nagoya 1969 Nagoya, Giappone Singolare                                         |                                                         |                                                        |               |                     |
| 9 maggio  | Japan Pro Series Osaka 1969 Osaka, Giappone Singolare                                           | Ann Haydon Jones 6-2 2-0 ritiro                         | Françoise Dürr                                         |               |                     |
| 9 maggio  | Japan Pro Series Osaka 1969 Osaka, Giappone Singolare                                           |                                                         |                                                        |               |                     |
| 5 maggio  | Stuttgart Tournament 1969 Stoccarda, Germania Terra rossa Singolare - Doppio                    | Jane Peaches Bartkowicz 6-4 6-3                         | Helga Niessen Masthoff                                 |               |                     |
| 5 maggio  | Stuttgart Tournament 1969 Stoccarda, Germania Terra rossa Singolare - Doppio                    | Helga Niessen Masthoff Heide Schildeknecht-Orth 6-2 6-2 | Marilyn Aschner Jane Peaches Bartkowicz                |               |                     |
| 10 maggio | Surrey Hard Court Championships 1969 Guildford, Gran Bretagna Terra rossa Singolare - Doppio    | Kerry Melville Reid 6-3 7-5                             | Margaret Smith-Court                                   |               |                     |
| 10 maggio | Surrey Hard Court Championships 1969 Guildford, Gran Bretagna Terra rossa Singolare - Doppio    | Elizabeth Ernest Maryna Godwin Proctor walkover         | Margaret Smith-Court Judy Tegart-Dalton                |               |                     |
| 11 maggio | Torneo di Reggio Emilia 1969 Reggio Emilia, Italia Terra rossa Singolare - Doppio               | Jane Peaches Bartkowicz 6-0 6-1                         | Suzana Petersen                                        |               |                     |
| 11 maggio | Torneo di Reggio Emilia 1969 Reggio Emilia, Italia Terra rossa Singolare - Doppio               | Marilyn Aschner Jane Peaches Bartkowicz 6-1 6-1         | Monica Giorgi Maria Teresa Riedl                       |               |                     |
| 12 maggio | Southern California Championships 1969 Los Angeles, USA Cemento Singolare - Doppio              | Janet Newberry 6-2 6-4                                  | Valerie Ziegenfuss                                     |               |                     |
| 12 maggio | Southern California Championships 1969 Los Angeles, USA Cemento Singolare - Doppio              | Louise Brough Barbara Weigandt 7-5 6-4                  | Ann Lebedeff Tam O'Shaughnessy                         |               |                     |
| 16 maggio | London Hard Court Championships 1969 Hurlingham, Gran Bretagna Terra rossa Singolare - Doppio   | Margaret Smith-Court 7-5 6-1                            | Mary-Ann Eisel Curtis                                  |               |                     |
| 16 maggio | London Hard Court Championships 1969 Hurlingham, Gran Bretagna Terra rossa Singolare - Doppio   |                                                         |                                                        |               |                     |
| 17 maggio | Belgian Open 1969 Bruxelles, Belgio Terra rossa Singolare - Doppio                              | Ann Haydon Jones 6-4 6-0                                | Rosie Casals                                           |               |                     |
| 17 maggio | Belgian Open 1969 Bruxelles, Belgio Terra rossa Singolare - Doppio                              | Françoise Dürr Ann Haydon Jones 7-9 6-3 6-1             | Gail Sherriff Chanfreau Lovera Rosa Maria Reyes Darmon |               |                     |
| 18 maggio | Torneo Godò 1969 Barcellona, Spagna Singolare - Doppio                                          | Kerry Melville Reid 5-7 6-4 7-5                         | Helen Gourlay-Cawley                                   |               |                     |
| 18 maggio | Torneo Godò 1969 Barcellona, Spagna Singolare - Doppio                                          | Karen Krantzcke Kerry Melville Reid 7-5 7-5             | Lesley Turner Bowrey Helen Gourlay-Cawley              |               |                     |
| 24 maggio | Rothmans Connaught Championships 1969 Chingford, Gran Bretagna Singolare - Doppio               | Corinne Molesworth 3-6 6-2 6-4                          | Shirley Bloomer-Brasher                                |               |                     |
| 24 maggio | Rothmans Connaught Championships 1969 Chingford, Gran Bretagna Singolare - Doppio               | Doppio non completato per pioggia                       |                                                        |               |                     |
| 26 maggio | West Berlin Open 1969 Berlino Ovest, Germania dell'Ovest Terra rossa Singolare - Doppio         | Karen Krantzcke 6-1 6-2                                 | Lesley Turner Bowrey                                   |               |                     |
| 26 maggio | West Berlin Open 1969 Berlino Ovest, Germania dell'Ovest Terra rossa Singolare - Doppio         | Karen Krantzcke Lesley Turner Bowrey 7-5 6-3            | Mary-Ann Eisel Curtis Kristy Pigeon                    |               |                     |
| 31 maggio | Surrey Grass Court Championships 1969 Surbiton, Gran Bretagna Erba Singolare - Doppio           | Mary-Ann Eisel Curtis 4-6 6-4 8-6                       | Judy Tegart-Dalton                                     |               |                     |
| 31 maggio | Surrey Grass Court Championships 1969 Surbiton, Gran Bretagna Erba Singolare - Doppio           | Judy Tegart-Dalton Winnie Shaw 6-4 7-5                  | Betty Stöve Joyce Barclay-Williams-Hume                |               |                     |

### Giugno
| Settimana | Torneo                                                                                      | Vincitore                                               | FINalista                                        | Semifinalisti | Eliminati ai quarti |
| --------- | ------------------------------------------------------------------------------------------- | ------------------------------------------------------- | ------------------------------------------------ | ------------- | ------------------- |
| giugno    | Victorian Hard Court Championships 1969 Melbourne, Australia Terra rossa Singolare - Doppio | Lynne Nette                                             | non conosciuta (bandiera)                        |               |                     |
| giugno    | Victorian Hard Court Championships 1969 Melbourne, Australia Terra rossa Singolare - Doppio |                                                         |                                                  |               |                     |
| 1º giugno | Torneo di Brema 1969 Brema, Germania Terra rossa Singolare - Doppio                         | Heide Schildeknecht-Orth 0-6 6-3 6-4                    | Helga Niessen Masthoff                           |               |                     |
| 1º giugno | Torneo di Brema 1969 Brema, Germania Terra rossa Singolare - Doppio                         |                                                         |                                                  |               |                     |
| 1º giugno | Torneo di Lytham St Annes 1969 Lytham St Annes, Gran Bretagna Erba Singolare - Doppio       | Robin Blakelock-Lloyd 6-4 7-5                           | Faye Urban                                       |               |                     |
| 1º giugno | Torneo di Lytham St Annes 1969 Lytham St Annes, Gran Bretagna Erba Singolare - Doppio       |                                                         |                                                  |               |                     |
| 1º giugno | Tulsa Clay Court Championships 1969 Tulsa, USA Terra rossa Singolare - Doppio               | Betty Ann Grubb-Hansen-Stuart 6-1 6-1                   | Vicky Rogers                                     |               |                     |
| 1º giugno | Tulsa Clay Court Championships 1969 Tulsa, USA Terra rossa Singolare - Doppio               | Esme Emanuel Cecilia Martinez 7-5 6-3                   | Connie Capozzi Vicky Rogers                      |               |                     |
| 1º giugno | US Hard Court Championships 1969 Sacramento, USA Cemento Singolare - Doppio                 | Eliza Pande 7-5 6-4                                     | Kristien Shaw-Kemmer                             |               |                     |
| 1º giugno | US Hard Court Championships 1969 Sacramento, USA Cemento Singolare - Doppio                 | Pam Austin Tam O'Shaughnessy 6-4 6-1                    | Anderson Barbara Downs                           |               |                     |
| 7 giugno  | Barnes 1969 Lowther, Gran Bretagna Erba Singolare - Doppio                                  | Corinne Molesworth 6-4 7-5                              | Shirley Bloomer-Brasher                          |               |                     |
| 7 giugno  | Barnes 1969 Lowther, Gran Bretagna Erba Singolare - Doppio                                  | Jill Cooper Corinne Molesworth 3-6 6-1 6-4              | Lindsey Beaven Shirley Bloomer-Brasher           |               |                     |
| 7 giugno  | Torneo di Cheltenham 1969 Cheltenham, Gran Bretagna Erba Singolare - Doppio                 | Nell Truman 2-6 6-3 6-2                                 | Kerry Harris                                     |               |                     |
| 7 giugno  | Torneo di Cheltenham 1969 Cheltenham, Gran Bretagna Erba Singolare - Doppio                 | Robin Blakelock-Lloyd Nell Truman 6-3 4-6 6-3           | Alex Soady Townsend                              |               |                     |
| 7 giugno  | Northern Championships 1969 Manchester, Gran Bretagna Erba Singolare - Doppio               | Mary-Ann Eisel Curtis 6-4 6-4                           | Patti Hogan                                      |               |                     |
| 7 giugno  | Northern Championships 1969 Manchester, Gran Bretagna Erba Singolare - Doppio               | Winnie Shaw Judy Tegart-Dalton 6-4 12-10                | Betty Stöve Joyce Barclay-Williams-Hume          |               |                     |
| 8 giugno  | Bielefeld Tournament 1969 Bielefeld, Germania Singolare - Doppio                            | Helga Niessen Masthoff 6-3 6-0                          | Laura Rossouw                                    |               |                     |
| 8 giugno  | Bielefeld Tournament 1969 Bielefeld, Germania Singolare - Doppio                            | Helga Niessen Masthoff Heide Schildeknecht-Orth 7-5 6-2 | Helen Amos Laura Rossouw                         |               |                     |
| 8 giugno  | Open di Francia 1969 Parigi, Francia Terra rossa Singolare - Doppio                         | Margaret Smith-Court 6-1 4-6 6-3                        | Ann Haydon Jones                                 |               |                     |
| 8 giugno  | Open di Francia 1969 Parigi, Francia Terra rossa Singolare - Doppio                         | Françoise Dürr Ann Haydon Jones 6-0 4-6 7-5             | Margaret Smith-Court Nancy Richey                |               |                     |
| 14 giugno | Bristol Open 1969 Bristol, Gran Bretagna Erba Singolare - Doppio                            | Margaret Smith-Court 6-3 6-3                            | Billie Jean King                                 |               |                     |
| 14 giugno | Bristol Open 1969 Bristol, Gran Bretagna Erba Singolare - Doppio                            | Margaret Smith-Court Judy Tegart-Dalton 6-4 6-2         | Rosie Casals Billie Jean King                    |               |                     |
| 14 giugno | Kent Championships 1969 Beckenham, Gran Bretagna Erba Singolare - Doppio                    | Denise Carter-Triolo 6-3 7-5                            | Kerry Melville Reid                              |               |                     |
| 14 giugno | Kent Championships 1969 Beckenham, Gran Bretagna Erba Singolare - Doppio                    | Curtis Julie Heldman 7-5 6-3                            | Karen Krantzcke Kerry Melville Reid              |               |                     |
| 14 giugno | Nottingham John Player 1969 Nottingham, Gran Bretagna Singolare - Doppio                    | Christine Truman 6-4 6-2                                | Nell Truman                                      |               |                     |
| 14 giugno | Nottingham John Player 1969 Nottingham, Gran Bretagna Singolare - Doppio                    | Christine Truman Nell Truman                            | Jill Cooper Kerry Harris                         |               |                     |
| 15 giugno | Morocco International Championships 1969 Casablanca, Marocco Terra rossa Singolare - Doppio | Alice Luthy-Tym 6-3 6-1                                 | Graciela Moran                                   |               |                     |
| 15 giugno | Morocco International Championships 1969 Casablanca, Marocco Terra rossa Singolare - Doppio | Monique Salfati-di Maso Evelyne Terras 7-9 6-3 7-5      | Jacqueline Morales Lecaillon Anna-Maria Nasuelli |               |                     |
| 17 giugno | North Coast Championshisps 1969 Grafton, Australia Erba Singolare - Doppio                  | Evonne Goolagong Cawley 7-5 6-3                         | Pat Edwards                                      |               |                     |
| 17 giugno | North Coast Championshisps 1969 Grafton, Australia Erba Singolare - Doppio                  | Pat Edwards Evonne Goolagong Cawley 6-4 7-5             | Davies Freeman                                   |               |                     |
| 21 giugno | Queen's Club Championships 1969 Londra, Gran Bretagna Erba Singolare - Doppio               | Ann Haydon Jones 6-0 6-1                                | Winnie Shaw                                      |               |                     |
| 21 giugno | Queen's Club Championships 1969 Londra, Gran Bretagna Erba Singolare - Doppio               | Rosie Casals Billie Jean King 8-6 6-4                   | Françoise Dürr Ann Haydon Jones                  |               |                     |

### Luglio
| Settimana | Torneo                                                                                                | Vincitore                                                    | FINalista                                       | Semifinalisti | Eliminati ai quarti |
| --------- | --- | ------------------------------------------------------------ | ----------------------------------------------- | ------------- | ------------------- |
| luglio    | Czechoslovakian International Championships 1969 Praga, Cecoslovacchia Terra rossa Singolare - Doppio | Vlasta Kodesova-Vopickova                                    | non conosciuta (bandiera)                       |               |                     |
| luglio    | Czechoslovakian International Championships 1969 Praga, Cecoslovacchia Terra rossa Singolare - Doppio |                                                              |                                                 |               |                     |
| 1º luglio | Southern Championships 1969 Birmingham, USA Singolare - Doppio                                        | Connie Capozzi 6-1 6-2                                       | Tish Adams                                      |               |                     |
| 1º luglio | Southern Championships 1969 Birmingham, USA Singolare - Doppio                                        | Laura DuPont Mills 7-5 6-3                                   | Tish Adams Adams                                |               |                     |
| 5 luglio  | TVI Championships 1969 Chattanooga, USA Singolare - Doppio                                            | Linda Tuero 6-2 6-0                                          | Fiorella Bonicelli                              |               |                     |
| 5 luglio  | TVI Championships 1969 Chattanooga, USA Singolare - Doppio                                            | Laura DuPont Mills 6-2 3-6 6-1                               | Hickman Weber                                   |               |                     |
| 5 luglio  | Torneo di Wimbledon 1969 Wimbledon, Gran Bretagna Erba Singolare - Doppio                             | Ann Haydon Jones 3-6 6-3 6-2                                 | Billie Jean King                                |               |                     |
| 5 luglio  | Torneo di Wimbledon 1969 Wimbledon, Gran Bretagna Erba Singolare - Doppio                             | Margaret Smith-Court Judy Tegart-Dalton 9-7 6-2              | Patti Hogan Peggy Michel                        |               |                     |
| 12 luglio | East of England Championships 1969 Felixstowe, Gran Bretagna Erba Singolare - Doppio                  | Anita Van Deventer 6-2 6-4                                   | Brenda Kirk                                     |               |                     |
| 12 luglio | East of England Championships 1969 Felixstowe, Gran Bretagna Erba Singolare - Doppio                  | Alex Soady Townsend 9-7 6-2                                  | Sally Holdsworth Robin Blakelock-Lloyd          |               |                     |
| 12 luglio | Midland Counties Championships 1969 Edgbaston, Gran Bretagna Singolare - Doppio                       | McFarlane 6-2 6-4                                            | Tillin                                          |               |                     |
| 12 luglio | Midland Counties Championships 1969 Edgbaston, Gran Bretagna Singolare - Doppio                       |                                                              |                                                 |               |                     |
| 12 luglio | Irish Open 1969 Dublino, Irlanda Erba Singolare - Doppio                                              | Billie Jean King 6-2 6-2                                     | Virginia Wade                                   |               |                     |
| 12 luglio | Irish Open 1969 Dublino, Irlanda Erba Singolare - Doppio                                              | Karen Krantzcke Kerry Melville Reid 5-7 6-2 6-4              | Rosie Casals Billie Jean King                   |               |                     |
| 12 luglio | Scottish Championships 1969 Edimburgo, Gran Bretagna Singolare - Doppio                               | Love 6-2 6-2                                                 | Moodie                                          |               |                     |
| 12 luglio | Scottish Championships 1969 Edimburgo, Gran Bretagna Singolare - Doppio                               |                                                              |                                                 |               |                     |
| 12 luglio | Welsh Open 1969 Newport, Gran Bretagna Erba Singolare - Doppio                                        | Margaret Smith-Court 6-4 6-4                                 | Winnie Shaw                                     |               |                     |
| 12 luglio | Welsh Open 1969 Newport, Gran Bretagna Erba Singolare - Doppio                                        | Curtis Winnie Shaw 6-4 6-1                                   | Margaret Smith-Court Patricia Walkden-Pretorius |               |                     |
| 13 luglio | Düsseldorf Open 1969 Düsseldorf, Germania Terra rossa Singolare - Doppio                              | Helga Niessen Masthoff 6-4 8-6                               | Edda Buding                                     |               |                     |
| 13 luglio | Düsseldorf Open 1969 Düsseldorf, Germania Terra rossa Singolare - Doppio                              |                                                              |                                                 |               |                     |
| 13 luglio | Swedish Open 1969 Båstad, Svezia Terra rossa Singolare - Doppio                                       | Jane Peaches Bartkowicz 5-7 6-4 6-2                          | Christina Sandberg                              |               |                     |
| 13 luglio | Swedish Open 1969 Båstad, Svezia Terra rossa Singolare - Doppio                                       | Jane Peaches Bartkowicz Eva Lundquist 6-2 6-4                | Christina Sandberg Margareta Strandberg         |               |                     |
| 13 luglio | US Amateur Championships 1969 Rochester, USA Terra rossa Singolare - Doppio                           | Linda Tuero 4-6 6-1 6-2                                      | Gwen Thomas                                     |               |                     |
| 13 luglio | US Amateur Championships 1969 Rochester, USA Terra rossa Singolare - Doppio                           |                                                              |                                                 |               |                     |
| 19 luglio | Eastbourne International 1969 Eastbourne, Gran Bretagna Singolare - Doppio                            | Karen Krantzcke 6-0 9-7                                      | Betty Ann Grubb-Hansen-Stuart                   |               |                     |
| 19 luglio | Eastbourne International 1969 Eastbourne, Gran Bretagna Singolare - Doppio                            | Karen Krantzcke Kerry Melville Reid 8-10 6-3 6-4             | Winnie Shaw Judy Tegart-Dalton                  |               |                     |
| 19 luglio | Essex Championships 1969 Frinton, Gran Bretagna Singolare - Doppio                                    | Margaret Smith-Court 6-2 4-6 6-4                             | Patricia Walkden-Pretorius                      |               |                     |
| 19 luglio | Essex Championships 1969 Frinton, Gran Bretagna Singolare - Doppio                                    | Margaret Smith-Court Robin Blakelock-Lloyd 6-3 6-1           | Brenda Kirk Wendy Tomlinson                     |               |                     |
| 20 luglio | Aix Golden Racquet Tournament 1969 Aix-en-Provence, Francia Terra rossa Singolare - Doppio            | Ann Haydon Jones 6-1 6-1                                     | Françoise Dürr                                  |               |                     |
| 20 luglio | Aix Golden Racquet Tournament 1969 Aix-en-Provence, Francia Terra rossa Singolare - Doppio            | Ann Haydon Jones Françoise Dürr 6-1 5-7 6-0                  | Kazuko Sawamatsu Junko Sawamatsu                |               |                     |
| 20 luglio | Cincinnati Open 1969 Cincinnati, USA Terra rossa Singolare - Doppio                                   | Lesley Turner Bowrey 1-6 7-5 10-10 ritiro                    | Gail Sherriff Chanfreau Lovera                  |               |                     |
| 20 luglio | Cincinnati Open 1969 Cincinnati, USA Terra rossa Singolare - Doppio                                   | Harris Valerie Ziegenfuss 6-3 9-7                            | Emilie Burrer Richmond                          |               |                     |
| 20 luglio | Montana Invitational 1969 Montana, Svizzera Terra rossa Singolare - Doppio                            | Lesley Hunt 6-3 4-6 6-3                                      | Esme Emanuel                                    |               |                     |
| 20 luglio | Montana Invitational 1969 Montana, Svizzera Terra rossa Singolare - Doppio                            |                                                              |                                                 |               |                     |
| 20 luglio | Nuremburg International 1969 Norimberga, Germania Terra rossa Singolare - Doppio                      | Helga Niessen Masthoff 6-3 6-1                               | Almut Sturm                                     |               |                     |
| 20 luglio | Nuremburg International 1969 Norimberga, Germania Terra rossa Singolare - Doppio                      | Helga Niessen Masthoff Pohmann 7-5 6-2                       | Edda Buding Kube                                |               |                     |
| 20 luglio | North of England Championships 1969 Hoylake, Gran Bretagna Singolare - Doppio                         | Virginia Wade 0-6 6-4 8-6                                    | Christine Truman                                |               |                     |
| 20 luglio | North of England Championships 1969 Hoylake, Gran Bretagna Singolare - Doppio                         | Virginia Wade Joyce Barclay-Williams-Hume 6-3 6-4            | Christine Truman Nell Truman                    |               |                     |
| 27 luglio | Swiss Open 1969 Gstaad, Svizzera Terra rossa Singolare - Doppio                                       | Françoise Dürr 6-4 4-6 6-2                                   | Rosie Casals                                    |               |                     |
| 27 luglio | Swiss Open 1969 Gstaad, Svizzera Terra rossa Singolare - Doppio                                       | Rosie Casals Billie Jean King 8-6 6-3                        | Françoise Dürr Ann Haydon Jones                 |               |                     |
| 27 luglio | US Clay Court Championships 1969 Indianapolis, USA Terra rossa Singolare - Doppio                     | Gail Sherriff Chanfreau Lovera 6-2 6-2                       | Linda Tuero                                     |               |                     |
| 27 luglio | US Clay Court Championships 1969 Indianapolis, USA Terra rossa Singolare - Doppio                     | Lesley Turner Bowrey Gail Sherriff Chanfreau Lovera 6-0 10-8 | Emilie Burrer Linda Tuero                       |               |                     |
| 29 luglio | Bavarian Open 1969 Monaco di Baviera, Germania Singolare - Doppio                                     | Karen Krantzcke 6-8 6-2 6-1                                  | Helga Schultze-Hösl                             |               |                     |
| 29 luglio | Bavarian Open 1969 Monaco di Baviera, Germania Singolare - Doppio                                     | Karen Krantzcke Kerry Melville Reid 6-4 6-1                  | Helga Niessen Masthoff Almut Sturm              |               |                     |
| 29 luglio | Bavarian Open 1969 Monaco di Baviera, Germania Singolare - Doppio                                     | Doppio misto: Mrs. J. Moore Bernd Kube 6-4 6-1               |                                                 |               |                     |

### Agosto
| Settimana | Torneo                                                                                             | Vincitore                                                                             | FINalista                                       | Semifinalisti | Eliminati ai quarti |
| --------- | -------------------------------------------------------------------------------------------------- | ------------------------------------------------------------------------------------- | ----------------------------------------------- | ------------- | ------------------- |
| 2 agosto  | Hurliman Doubles 1969 Eastbourne, Gran Bretagna Erba Doppio                                        | Margaret Smith-Court Judy Tegart-Dalton 6-3 3-6 6-3                                   | Christine Truman Nell Truman                    |               |                     |
| 3 agosto  | Torneo di Lisbona 1969 Lisbona, Portogallo Terra rossa Singolare - Doppio                          | Suzana Petersen 6-2 6-3                                                               | Regina Ferreira                                 |               |                     |
| 3 agosto  | Torneo di Lisbona 1969 Lisbona, Portogallo Terra rossa Singolare - Doppio                          |                                                                                       |                                                 |               |                     |
| 3 agosto  | Dutch Open 1969 Hilversum, Paesi Bassi Terra rossa Singolare - Doppio                              | Kerry Melville Reid 6-2 3-6 6-3                                                       | Karen Krantzcke                                 |               |                     |
| 3 agosto  | Dutch Open 1969 Hilversum, Paesi Bassi Terra rossa Singolare - Doppio                              | Kerry Melville Reid Karen Krantzcke 1-6 6-4 6-3                                       | Helen Gourlay-Cawley Patricia Walkden-Pretorius |               |                     |
| 3 agosto  | Eastern Grass Court Championships 1969 Orange, USA Erba Singolare - Doppio                         | Patti Hogan 6-3 3-6 6-4                                                               | Kristy Pigeon                                   |               |                     |
| 3 agosto  | Eastern Grass Court Championships 1969 Orange, USA Erba Singolare - Doppio                         | Mary-Ann Eisel Curtis Valerie Ziegenfuss Patti Hogan Peggy Michel sospesa per pioggia |                                                 |               |                     |
| 6 agosto  | Piping Rock Tournament 1969 Locust Valley, USA Erba Singolare - Doppio                             | Margaret Smith-Court 6-1 6-3                                                          | Betty Ann Grubb-Hansen-Stuart                   |               |                     |
| 6 agosto  | Piping Rock Tournament 1969 Locust Valley, USA Erba Singolare - Doppio                             | Margaret Smith-Court Kerry Harris 8-6 6-4                                             | Patti Hogan Peggy Michel                        |               |                     |
| 6 agosto  | St. Louis Pro Championships 1969 Saint Louis, USA Singolare - Doppio                               | Billie Jean King 6-4 6-2                                                              | Rosie Casals                                    |               |                     |
| 6 agosto  | St. Louis Pro Championships 1969 Saint Louis, USA Singolare - Doppio                               |                                                                                       |                                                 |               |                     |
| 9 agosto  | Torneo di Senigallia 1969 Senigallia, Italia Terra rossa Singolare - Doppio                        | Kazuko Sawamatsu 6-3 6-3                                                              | Christina Sandberg                              |               |                     |
| 9 agosto  | Torneo di Senigallia 1969 Senigallia, Italia Terra rossa Singolare - Doppio                        | Christina Sandberg Ulla Sandulf 4-6 6-4 8-6                                           | Helen Amos Raquel Giscafré                      |               |                     |
| 10 agosto | Canada Open 1969 Toronto, Canada Terra rossa Singolare - Doppio                                    | Faye Urban 6-2 6-0                                                                    | Vicky Berner                                    |               |                     |
| 10 agosto | Canada Open 1969 Toronto, Canada Terra rossa Singolare - Doppio                                    | Faye Urban Vicky Berner 6-1 6-1                                                       | Jane O'Hara Strong                              |               |                     |
| 10 agosto | New York Binghampton Masters 1969 Binghamton, USA Singolare - Doppio                               | Billie Jean King 10-8 3-6 6-4                                                         | Ann Haydon Jones                                |               |                     |
| 10 agosto | New York Binghampton Masters 1969 Binghamton, USA Singolare - Doppio                               |                                                                                       |                                                 |               |                     |
| 11 agosto | German Open 1969 Amburgo, Germania Terra rossa Singolare - Doppio                                  | Judy Tegart-Dalton 6-3 6-4                                                            | Helga Niessen Masthoff                          |               |                     |
| 11 agosto | German Open 1969 Amburgo, Germania Terra rossa Singolare - Doppio                                  | Helga Niessen Masthoff Judy Tegart-Dalton 6-1 6-4                                     | Dutching Helga Schultze-Hösl                    |               |                     |
| 11 agosto | German Open 1969 Amburgo, Germania Terra rossa Singolare - Doppio                                  | Doppio misto: Judy Tegart-Dalton Marty Riessen 6-4 6-1                                | Patricia Walkden-Pretorius Frew McMillan        |               |                     |
| 17 agosto | Pennsylvania Lawn Tennis Championship 1969 Filadelfia, USA Erba Singolare - Doppio                 | Margaret Smith-Court 6-4 6-4                                                          | Virginia Wade                                   |               |                     |
| 17 agosto | Pennsylvania Lawn Tennis Championship 1969 Filadelfia, USA Erba Singolare - Doppio                 | Margaret Smith-Court Virginia Wade 6-3 6-0                                            | Gail Sherriff Chanfreau Lovera Lesley Hunt      |               |                     |
| 17 agosto | Moscow International 1969 Mosca, URSS Terra rossa Singolare - Doppio                               | Julie Heldman 6-3 2-6 6-2                                                             | Jane Peaches Bartkowicz                         |               |                     |
| 17 agosto | Moscow International 1969 Mosca, URSS Terra rossa Singolare - Doppio                               | Ol'ga Morozova Zaiga Yansone 6-3 6-2                                                  | Marina Chuvyrina Galina Bakšeeva                |               |                     |
| 18 agosto | Torneo di Le Touquet 1969 Le Touquet, Francia Terra rossa Singolare - Doppio                       | Rosa Maria Reyes Darmon 6-4 6-4                                                       | Anne-Marie Rouchon                              |               |                     |
| 18 agosto | Torneo di Le Touquet 1969 Le Touquet, Francia Terra rossa Singolare - Doppio                       |                                                                                       |                                                 |               |                     |
| 18 agosto | Austrian Open 1969 Kitzbühel, Austria Terra rossa Singolare - Doppio                               | Judy Tegart-Dalton 8-6 6-2                                                            | Patricia Walkden-Pretorius                      |               |                     |
| 18 agosto | Austrian Open 1969 Kitzbühel, Austria Terra rossa Singolare - Doppio                               | Judy Tegart-Dalton Patricia Walkden-Pretorius 6-0 6-3                                 | Marianna Brummer Anita Van Deventer             |               |                     |
| 19 agosto | Belgian Open 1969 Knokke-Le Zoute, Belgio Terra rossa Singolare - Doppio                           | Helen Gourlay-Cawley 5-7 6-4 6-4                                                      | Maryna Godwin Proctor                           |               |                     |
| 19 agosto | Belgian Open 1969 Knokke-Le Zoute, Belgio Terra rossa Singolare - Doppio                           |                                                                                       |                                                 |               |                     |
| 24 agosto | US National Tennis Championships 1969 Boston, USA Erba Singolare - Doppio                          | Margaret Smith-Court 4-6 6-3 6-0                                                      | Virginia Wade                                   |               |                     |
| 24 agosto | US National Tennis Championships 1969 Boston, USA Erba Singolare - Doppio                          | Margaret Smith-Court Virginia Wade 6-1 6-3                                            | Mary-Ann Eisel Curtis Valerie Ziegenfuss        |               |                     |
| 25 agosto | Stuttgart Tournament 1969 Stoccarda, Germania Singolare - Doppio                                   | Helga Niessen Masthoff 6-2 6-2                                                        | Almut Sturm                                     |               |                     |
| 25 agosto | Stuttgart Tournament 1969 Stoccarda, Germania Singolare - Doppio                                   |                                                                                       |                                                 |               |                     |
| 25 agosto | Turkey Open 1969 Istanbul, Turchia Terra rossa Singolare - Doppio                                  | Patricia Walkden-Pretorius 6-3 5-7 6-4                                                | Fay Toyne-Moore                                 |               |                     |
| 25 agosto | Turkey Open 1969 Istanbul, Turchia Terra rossa Singolare - Doppio                                  |                                                                                       |                                                 |               |                     |
| 26 agosto | Hungarian International Championships 1969 Budapest, Ungheria Terra rossa Singolare - Doppio       | Helen Gourlay-Cawley 6-4 6-4                                                          | Marina Chuvyrina                                |               |                     |
| 26 agosto | Hungarian International Championships 1969 Budapest, Ungheria Terra rossa Singolare - Doppio       | Helen Amos Helen Gourlay-Cawley 6-2 6-4                                               | Katalin Borka Marina Chuvyrina                  |               |                     |
| 31 agosto | Sydney Metropolitan Hard Court Championships 1969 Sydney, Australia Terra rossa Singolare - Doppio | Evonne Goolagong Cawley 1-6 6-4 6-0                                                   | Patricia Coleman-Gregg                          |               |                     |
| 31 agosto | Sydney Metropolitan Hard Court Championships 1969 Sydney, Australia Terra rossa Singolare - Doppio | Evonne Goolagong Cawley Pat Edwards 6-3 2-6 6-2                                       | Susan Alexander Norma Marsh                     |               |                     |

### Settembre
| Settimana    | Torneo                                                                                           | Vincitore                                     | Finalista                                   | Semifinalisti | Eliminati ai quarti |
| ------------ | ------------------------------------------------------------------------------------------------ | --------------------------------------------- | ------------------------------------------- | ------------- | ------------------- |
| settembre    | Yugoslavian International Championships 1969 Belgrado, Jugoslavia Terra rossa Singolare - Doppio | Erzsebet Szell                                | Irina Skulj                                 |               |                     |
| settembre    | Yugoslavian International Championships 1969 Belgrado, Jugoslavia Terra rossa Singolare - Doppio |                                               |                                             |               |                     |
| 3 settembre  | Brumana International 1969 Brummana, Libano Terra rossa Singolare - Doppio                       | Patricia Walkden-Pretorius 6-3 3-6 6-1        | Fay Toyne-Moore                             |               |                     |
| 3 settembre  | Brumana International 1969 Brummana, Libano Terra rossa Singolare - Doppio                       |                                               |                                             |               |                     |
| 6 settembre  | Torneo di Lee-on-Solent 1969 Lee-on-the-Solent, Gran Bretagna Singolare - Doppio                 | Lindsey Beaven 6-2 7-5                        | Beverley Vercoe                             |               |                     |
| 6 settembre  | Torneo di Lee-on-Solent 1969 Lee-on-the-Solent, Gran Bretagna Singolare - Doppio                 |                                               |                                             |               |                     |
| 7 settembre  | Athens International 1969 Atene, Grecia Terra rossa Singolare - Doppio                           | Anna-Maria Nasuelli 6-4 8-6                   | Sally Holdsworth                            |               |                     |
| 7 settembre  | Athens International 1969 Atene, Grecia Terra rossa Singolare - Doppio                           | Raquel Giscafré Suzana Petersen 6-3 2-6 8-6   | Nicholas Kalogeropoulos Anna-Maria Nasuelli |               |                     |
| 7 settembre  | Heart of America Tournament 1969 Kansas City, USA Terra rossa Singolare - Doppio                 | Lesley Turner Bowrey 8-6 4-6 7-5              | Kerry Harris                                |               |                     |
| 7 settembre  | Heart of America Tournament 1969 Kansas City, USA Terra rossa Singolare - Doppio                 | Lesley Turner Bowrey Kerry Harris 6-1 6-1     | Brozman Waterman                            |               |                     |
| 7 settembre  | Malaysian International Championships 1969 Kuala Lumpur, Malaysia Singolare - Doppio             | Radhika Menon 5-7 6-1 6-2                     | Nguyen Thi Gioi                             |               |                     |
| 7 settembre  | Malaysian International Championships 1969 Kuala Lumpur, Malaysia Singolare - Doppio             | Radhika Menon Lim Ewe Law 6-0 6-2             | Princess Kumara Rani Zaiton Wan Suleiman    |               |                     |
| 7 settembre  | US Open 1969 New York, USA Erba Singolare - Doppio                                               | Margaret Smith-Court 6-2 6-2                  | Nancy Richey                                |               |                     |
| 7 settembre  | US Open 1969 New York, USA Erba Singolare - Doppio                                               | Françoise Dürr Darlene Hard 0-6 6-3 6-4       | Margaret Smith-Court Virginia Wade          |               |                     |
| 14 settembre | Torneo di Thessaloniki 1969 Salonicco, Grecia Singolare - Doppio                                 | Sally Holdsworth 6-2 6-4                      | Maria-Jose Aubet                            |               |                     |
| 14 settembre | Torneo di Thessaloniki 1969 Salonicco, Grecia Singolare - Doppio                                 |                                               |                                             |               |                     |
| 15 settembre | Torneo di La Costa 1969 La Costa, USA Cemento Singolare - Doppio                                 | Julie Heldman 6-3 7-5                         | Jane Peaches Bartkowicz                     |               |                     |
| 15 settembre | Torneo di La Costa 1969 La Costa, USA Cemento Singolare - Doppio                                 | Julie Heldman Jane Peaches Bartkowicz 6-1 6-4 | Winnie Shaw Valerie Ziegenfuss              |               |                     |
| 20 settembre | Israel International Invitation Beersheeba 1969 Beersheeba, Israele Singolare - Doppio           | Sally Holdsworth 4-6 6-4 6-1                  | Alena Palmeova-West                         |               |                     |
| 20 settembre | Israel International Invitation Beersheeba 1969 Beersheeba, Israele Singolare - Doppio           |                                               |                                             |               |                     |
| 21 settembre | European Amateur Championships 1969 Torino, Italia Terra rossa Singolare - Doppio                | Vlasta Kodesova-Vopickova 6-4 6-2             | Marie Neumannova Pinterova                  |               |                     |
| 21 settembre | European Amateur Championships 1969 Torino, Italia Terra rossa Singolare - Doppio                | Ol'ga Morozova Zaiga Yansone 6-1 4-6 6-3      | Tiiu Kivi Marina Chuvyrina                  |               |                     |
| 28 settembre | Israel International Natanya 1969 Natanya, Israele Singolare - Doppio                            | Sally Holdsworth 3-6 6-1 6-3                  | Alena Palmeova-West                         |               |                     |
| 28 settembre | Israel International Natanya 1969 Natanya, Israele Singolare - Doppio                            |                                               |                                             |               |                     |
| 28 settembre | Pacific Southwest Championships 1969 Los Angeles, USA Cemento Singolare - Doppio                 | Billie Jean King 6-2 6-3                      | Ann Haydon Jones                            |               |                     |
| 28 settembre | Pacific Southwest Championships 1969 Los Angeles, USA Cemento Singolare - Doppio                 | Rosie Casals Billie Jean King 6-8 8-6 11-9    | Françoise Dürr Ann Haydon Jones             |               |                     |

### Ottobre
| Settimana  | Torneo                                                                                                   | Vincitore                                       | FINalista                           | Semifinalisti | Eliminati ai quarti |
| ---------- | --- | ----------------------------------------------- | ----------------------------------- | ------------- | ------------------- |
| 4 ottobre  | Israel Invitational Tel Aviv 1969 Tel Aviv, Israele Singolare - Doppio                                   | Alena Palmeova-West 6-1 6-3                     | Sally Holdsworth                    |               |                     |
| 4 ottobre  | Israel Invitational Tel Aviv 1969 Tel Aviv, Israele Singolare - Doppio                                   | Sally Holdsworth Jenny Hellier 6-4 6-0          | Hayut Rosengarten                   |               |                     |
| 5 ottobre  | Midland Pro Championships 1969 Midland, USA Singolare - Doppio                                           | Billie Jean King 6-3 6-3                        | Rosie Casals                        |               |                     |
| 5 ottobre  | Midland Pro Championships 1969 Midland, USA Singolare - Doppio                                           |                                                 |                                     |               |                     |
| 5 ottobre  | Pacific Coast Championships 1969 Berkeley, USA Cemento Singolare - Doppio                                | Margaret Smith-Court 6-4 5-7 6-0                | Winnie Shaw                         |               |                     |
| 5 ottobre  | Pacific Coast Championships 1969 Berkeley, USA Cemento Singolare - Doppio                                | Margaret Smith-Court Lesley Hunt 6-3 6-4        | Kerry Harris Winnie Shaw            |               |                     |
| 6 ottobre  | Australian Capital Territory Championships 1969 Canberra, Australia Singolare - Doppio                   | Evonne Goolagong Cawley 6-4 6-1                 | Patricia Coleman-Gregg              |               |                     |
| 6 ottobre  | Australian Capital Territory Championships 1969 Canberra, Australia Singolare - Doppio                   | Patricia Coleman-Gregg Macnicol 6-4 6-3         | Evonne Goolagong Cawley Pat Edwards |               |                     |
| 6 ottobre  | Fairfield and District Hard Court Championships 1969 Fairfield, Australia Terra rossa Singolare - Doppio | Jan Lehane 6-4 6-4                              | Carol Sherriff                      |               |                     |
| 6 ottobre  | Fairfield and District Hard Court Championships 1969 Fairfield, Australia Terra rossa Singolare - Doppio | Karen Krantzcke Margaret Starr 6-3 9-7          | Carol Sherriff Jan Lehane           |               |                     |
| 11 ottobre | Israel Invitation Haifa 1969 Haifa, Israele Singolare - Doppio                                           | Sally Holdsworth                                | Jenny Hellier                       |               |                     |
| 11 ottobre | Israel Invitation Haifa 1969 Haifa, Israele Singolare - Doppio                                           |                                                 |                                     |               |                     |
| 12 ottobre | Las Vegas Invitation 1969 Las Vegas, USA Cemento Singolare - Doppio                                      | Nancy Richey 2-6 6-4 6-1                        | Billie Jean King                    |               |                     |
| 12 ottobre | Las Vegas Invitation 1969 Las Vegas, USA Cemento Singolare - Doppio                                      |                                                 |                                     |               |                     |
| 18 ottobre | Scotland Dewar Cup Perth 1969 Perth, Gran Bretagna Campo indoor Singolare - Doppio                       | Virginia Wade 9-7 6-2                           | Ann Haydon Jones                    |               |                     |
| 18 ottobre | Scotland Dewar Cup Perth 1969 Perth, Gran Bretagna Campo indoor Singolare - Doppio                       | Virginia Wade Ann Haydon Jones 6-4 6-4          | Mary-Ann Eisel Curtis Julie Heldman |               |                     |
| 19 ottobre | Spanish Open 1969 Madrid, Spagna Terra rossa Singolare - Doppio                                          | Ana-Maria Estalella 4-6 6-3 6-4                 | N. Satacana                         |               |                     |
| 19 ottobre | Spanish Open 1969 Madrid, Spagna Terra rossa Singolare - Doppio                                          |                                                 |                                     |               |                     |
| 20 ottobre | Sydney Metropolitan Grass Court Championships 1969 Sydney, Australia Terra rossa Singolare - Doppio      | Karen Krantzcke 6-3 6-4                         | Evonne Goolagong Cawley             |               |                     |
| 20 ottobre | Sydney Metropolitan Grass Court Championships 1969 Sydney, Australia Terra rossa Singolare - Doppio      | Evonne Goolagong Cawley Pat Edwards 6-1 6-1     | Brien Joy Emerson                   |               |                     |
| 25 ottobre | Australian Hard Court Championships 1969 Sydney, Australia Singolare - Doppio                            | Kerry Melville Reid 6-3 8-10 6-1                | Karen Krantzcke                     |               |                     |
| 25 ottobre | Australian Hard Court Championships 1969 Sydney, Australia Singolare - Doppio                            | Kerry Melville Reid Karen Krantzcke 4-6 6-2 6-3 | Jan Lehane Winnie Shaw              |               |                     |
| 25 ottobre | England Dewar Cup Stalybridge 1969 Stalybridge, Gran Bretagna Singolare - Doppio                         | Virginia Wade 6-3 1-6 6-3                       | Ann Haydon Jones                    |               |                     |
| 25 ottobre | England Dewar Cup Stalybridge 1969 Stalybridge, Gran Bretagna Singolare - Doppio                         | Virginia Wade Ann Haydon Jones 6-3 6-3          | Annette Van Zyl Williams            |               |                     |

### Novembre
| Settimana   | Torneo                                                                                         | Vincitore                                             | FINalista                                         | Semifinalisti | Eliminati ai quarti |
| ----------- | ---------------------------------------------------------------------------------------------- | ----------------------------------------------------- | ------------------------------------------------- | ------------- | ------------------- |
| 1º novembre | Aberavon Cup 1969 Aberavon, Gran Bretagna Campo indoor Singolare - Doppio                      | Virginia Wade 6-4 6-4                                 | Julie Heldman                                     |               |                     |
| 1º novembre | Aberavon Cup 1969 Aberavon, Gran Bretagna Campo indoor Singolare - Doppio                      | Virginia Wade Ann Haydon Jones 6-3 6-2                | Mary-Ann Eisel Curtis Julie Heldman               |               |                     |
| 2 novembre  | Westwood Invitional 1969 Richmond, USA Terra rossa indoor Singolare - Doppio                   | Jane Peaches Bartkowicz 6-2 6-0                       | Linda Tuero                                       |               |                     |
| 2 novembre  | Westwood Invitional 1969 Richmond, USA Terra rossa indoor Singolare - Doppio                   | Jane Peaches Bartkowicz Stephanie Johnson 6-3 2-6 6-3 | Darlene Hard Valerie Ziegenfuss                   |               |                     |
| 8 novembre  | Torquay Cup 1969 Torquay, Gran Bretagna Singolare - Doppio                                     | Julie Heldman 4-6 8-6 6-3                             | Virginia Wade                                     |               |                     |
| 8 novembre  | Torquay Cup 1969 Torquay, Gran Bretagna Singolare - Doppio                                     | Virginia Wade Ann Haydon Jones 6-2 4-6 6-2            | Mary-Ann Eisel Curtis Julie Heldman               |               |                     |
| 15 novembre | London Crystal Palace Dewar Cup 1969 Londra, Gran Bretagna Campo indoor Singolare - Doppio     | Virginia Wade 6-4 6-1                                 | Julie Heldman                                     |               |                     |
| 15 novembre | London Crystal Palace Dewar Cup 1969 Londra, Gran Bretagna Campo indoor Singolare - Doppio     | Virginia Wade Ann Haydon Jones 7-5 3-6 6-2            | Annette Van Zyl Williams                          |               |                     |
| 16 novembre | South American Open 1969 Buenos Aires, Argentina Terra rossa Singolare - Doppio                | Helga Niessen Masthoff 1-6 6-4 6-2                    | Rosie Casals                                      |               |                     |
| 16 novembre | South American Open 1969 Buenos Aires, Argentina Terra rossa Singolare - Doppio                | Rosie Casals Billie Jean King 6-1 7-5                 | Helga Niessen Masthoff Cora Schediwy-Creydt       |               |                     |
| 22 novembre | British Covered Court Championships 1969 Londra, Gran Bretagna Campo indoor Singolare - Doppio | Ann Haydon Jones 9-11 6-2 9-7                         | Billie Jean King                                  |               |                     |
| 22 novembre | British Covered Court Championships 1969 Londra, Gran Bretagna Campo indoor Singolare - Doppio | Virginia Wade Ann Haydon Jones 6-2 6-4                | Rosie Casals Billie Jean King                     |               |                     |
| 23 novembre | Southern Transvaal Championships 1969 Johannesburg, Sudafrica Singolare - Doppio               | Brenda Kirk 6-4 4-6 6-1                               | Jan Swan-Shearer                                  |               |                     |
| 23 novembre | Southern Transvaal Championships 1969 Johannesburg, Sudafrica Singolare - Doppio               |                                                       |                                                   |               |                     |
| 24 novembre | Chilean National Championships 1969 Santiago, Cile Terra rossa Singolare - Doppio              | Helga Niessen Masthoff 6-3 6-0                        | Carmen Ibarra                                     |               |                     |
| 24 novembre | Chilean National Championships 1969 Santiago, Cile Terra rossa Singolare - Doppio              | Helga Niessen Masthoff Cora Schediwy-Creydt 6-3 9-7   | Anna Maria Arias-Pinto Bravo Maria Eugenia Guzman |               |                     |
| 29 novembre | Stockholm Covered Court Championships 1969 Stoccolma, Svezia Campo indoor Singolare - Doppio   | Billie Jean King 9-7 6-2                              | Julie Heldman                                     |               |                     |
| 29 novembre | Stockholm Covered Court Championships 1969 Stoccolma, Svezia Campo indoor Singolare - Doppio   | Billie Jean King Rosie Casals 6-4 6-4                 | Françoise Dürr Julie Heldman                      |               |                     |

### Dicembre
| Settimana   | Torneo                                                                                       | Vincitore                                               | FINalista                                    | Semifinalisti | Eliminati ai quarti |
| ----------- | -------------------------------------------------------------------------------------------- | ------------------------------------------------------- | -------------------------------------------- | ------------- | ------------------- |
| 3 dicembre  | Torneo di Sao Paulo 1969 San Paolo, Brasile Terra rossa Singolare - Doppio                   | Helga Niessen Masthoff 6-4 8-6                          | Cora Schediwy-Creydt                         |               |                     |
| 3 dicembre  | Torneo di Sao Paulo 1969 San Paolo, Brasile Terra rossa Singolare - Doppio                   | Helga Niessen Masthoff Cora Schediwy-Creydt 6-1 0-6 6-4 | Anna Maria Arias-Pinto Bravo Suzana Petersen |               |                     |
| 4 dicembre  | Queensland Hard Court Championships 1969 Toowoomba, Australia Terra rossa Singolare - Doppio | Winnie Shaw 6-1 6-1                                     | Christina Sandberg                           |               |                     |
| 4 dicembre  | Queensland Hard Court Championships 1969 Toowoomba, Australia Terra rossa Singolare - Doppio |                                                         |                                              |               |                     |
| 7 dicembre  | Coupe Albert Canet 1969 Parigi, Francia Campo indoor Singolare - Doppio                      | Odile de Roubin 5-7 6-2 6-2                             | Jeanine Lieffrig                             |               |                     |
| 7 dicembre  | Coupe Albert Canet 1969 Parigi, Francia Campo indoor Singolare - Doppio                      | Daniele Bouteleux Jeanine Lieffrig 2-6 6-3 6-1          | Claudine Rouire Odile de Roubin              |               |                     |
| 8 dicembre  | Queensland Open 1969 Brisbane, Australia Singolare - Doppio                                  | Winnie Shaw 11-9 6-4                                    | Karen Krantzcke                              |               |                     |
| 8 dicembre  | Queensland Open 1969 Brisbane, Australia Singolare - Doppio                                  | Karen Krantzcke Christina Sandberg 7-5 6-4              | Kerry Harris Winnie Shaw                     |               |                     |
| 21 dicembre | Wellington Championships 1969 Wellington, Nuova Zelanda Erba Singolare - Doppio              | Alice Luthy-Tym 6-2 6-0                                 | S. Blakely                                   |               |                     |
| 21 dicembre | Wellington Championships 1969 Wellington, Nuova Zelanda Erba Singolare - Doppio              | Alice Luthy-Tym Marilyn Pryde-Lawrence 6-1 6-1          | Robyn Hunt-Legge Bardsley                    |               |                     |
| 27 dicembre | Border Championships 1969 East London, Sudafrica Cemento Singolare - Doppio                  | Jane Peaches Bartkowicz 6-3 6-4                         | Ann Haydon Jones                             |               |                     |
| 27 dicembre | Border Championships 1969 East London, Sudafrica Cemento Singolare - Doppio                  | Ann Haydon Jones Patricia Walkden-Pretorius 6-1 6-4     | Jane Peaches Bartkowicz Valerie Ziegenfuss   |               |                     |